# 国立病院機構水戸医療センター
独立行政法人国立病院機構水戸医療センター（どくりつぎょうせいほうじんこくりつびょういんきこうみといりょうセンター）は、茨城県東茨城郡茨城町にある医療機関。独立行政法人国立病院機構が運営する病院である。

## 概要
旧国立水戸病院。政策医療分野におけるがん、循環器病、成育医療の専門医療施設である。地域医療支援病院の承認を受けるほか、救命救急センター、エイズ治療拠点病院などの指定を受ける。
茨城県ドクターヘリの基地病院の一つで水戸済生会総合病院と共同運行している。

## 沿革
- 1910年4月1日 - 水戸陸軍衛戍病院として創設。後水戸陸軍病院と改称
- 1945年12月1日 - 陸軍解体により厚生省へ移管、国立水戸病院として発足。当時の住所は茨城県東茨城郡渡里村
- 1946年11月19日 - 昭和天皇が行幸（昭和天皇の戦後巡幸）[2]。
- 1950年 - 日本医療団茨城県厚生病院を併合
- 1965年11月29日 - 水戸市東原3-2-1に移転
- 2001年1月6日 - 厚生労働省所管となる
- 2004年
  - 4月1日 - 独立行政法人化に伴い国立病院機構水戸医療センターと改称。
  - 10月1日 - 茨城町桜の郷に移転
- 2006年8月11日 - 地域医療支援病院の承認を受ける。
- 2011年3月18日 - がん診療連携拠点病院の承認を受ける。
- 2012年6月15日 - 日本医療機能評価機構 ver.6.0認定（認定第JC1267-2号）

## 診療科
- 循環器病センター
  - 循環器内科
  - 心臓血管外科
- 消化器科
- 血液内科
- 呼吸器科
- 神経内科
- 腎臓内科
- 外科
- 整形外科・リハビリテーション科
- 臓器移植外科
- 形成外科
- 皮膚科
- 眼科
- 歯科口腔外科
- 脳神経外科
- 泌尿器科
- 小児科
- 耳鼻咽喉科
- 麻酔科
- 精神科
- 救急科
- 放射線科
- 臨床検査科
- 病理診断科
- 救命救急センター

## 交通アクセス
- JR常磐線水戸駅から茨城交通バス「水戸医療センター」行で約35分、関東鉄道バス「水戸医療センター」行で40～45分
- 常磐線赤塚駅から茨城交通バス「水戸医療センター」行で20～25分